# Paweł Juraszek
Paweł Juraszek, född 8 oktober 1994 i Tel Aviv, Israel, är en polsk simmare.

## Karriär
Juraszek tävlade för Polen vid olympiska sommarspelen 2016 i Rio de Janeiro, där han blev utslagen i försöksheatet på 50 meter frisim. Vid olympiska sommarspelen 2020 i Tokyo tog sig Juraszek till semifinal på 50 meter frisim, där han slutade på 14:e plats.
I november 2021 vid kortbane-EM i Kazan tog Juraszek brons på 50 meter frisim. Han var även en del av Polens stafettlag som tog brons på 4×50 meter mixed frisim.